# David Hollatz
David Hollatz, též Hollaz, Hollac, Hollatius či Hollazius (1648, Ulikowo – 17. dubna 1713, Dobrzany) byl německý evangelický duchovní, pedagog a teolog (dogmatik) tzv. stříbrného období luterské ortodoxie. Jeho dílo se vyznačuje přehledností a didakticky zdařilým zpracováním látky.
Jeho nejvýznamnějším spisem je Examen theologicum acroamaticum (Stargard, 1707).
Roku 1746 vyšel v Břehu český překlad Hollazova spisu Evangelische Gnaden-Ordnung pod názvem Evangelický pořádek k milosti Boží.